# Riboswitch

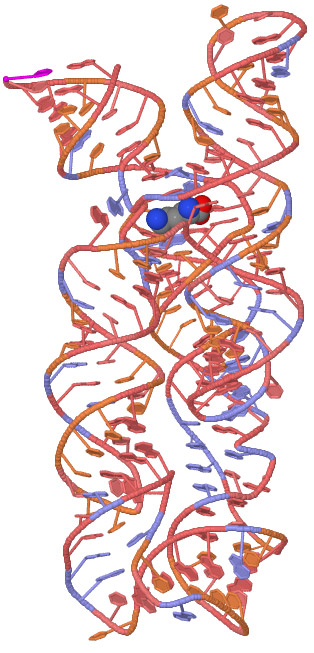
Rappresentazione 3D di un riboswitch legato a una molecola di lisina

In biologia molecolare, un riboswitch (o interruttore genico a RNA) è un corto filamento di RNA, parte di una molecola di mRNA, in grado di legare direttamente una piccola molecola bersaglio, e come effetto di questo legame modulare l'espressione di un gene. Un mRNA che contiene un riboswitch è pertanto direttamente coinvolto nella regolazione della propria attività, in risposta alla concentrazione delle sue molecole bersaglio. La scoperta che i moderni organismi usino RNA per legare piccole molecole, discriminando molecole analoghe strettamente correlate, ha ampliato le abilità naturali note dell'RNA al di là della sua abilità di codificare per proteine, catalizzare reazioni e legare altro RNA o macromolecole.
La definizione originale di "riboswitch" sottolinea come essi siano sensibili direttamente alle concentrazioni di piccole molecole di metaboliti. Sebbene questa definizione sia rimasta nell'uso comune, alcuni biologi hanno concepito una definizione più ampia, che include altri RNA regolatori in cis.
La maggior parte dei riboswitch conosciuti si trova nei batteri, ma un tipo di riboswitch funzionale (il riboswitch TPP) è stato scoperto nelle piante ed in certi funghi. Si pensa che il riboswitch TPP sia presente anche negli archibatteri, ma non è ancora stata ottenuta alcuna prova sperimentale al riguardo.

## Meccanismi dei riboswitch
I riboswitch sono spesso concettualmente suddivisi in due parti: un aptamero ed una piattaforma di espressione. L'aptamero lega direttamente la piccola molecola; la piattaforma di espressione invece va incontro a cambiamenti strutturali in risposta ai cambiamenti nell'aptamero. È proprio la piattaforma di espressione a regolare l'espressione genetica.
Le piattaforme di espressione solitamente silenziano il gene in risposta alla piccola molecola, ma in alcuni casi lo attivano. I seguenti meccanismi di riboswitch sono stati dimostrati sperimentalmente:
- La formazione controllata da riboswitch di harpin di terminazione intrinseca porta alla prematura terminazione della trascrizione.
- Il folding mediato da riboswitch sequestra il sito di legame per il ribosoma, inibendo la traduzione.
- Il riboswitch è un ribozima che si scinde in presenza di una sufficiente concentrazione di metaboliti.
- Un riboswitch nella Neurospora crassa (un fungo) controlla lo splicing alternativo per produrre in modo condizionato una uORF (upstream Open Reading Frame) modificando così l'espressione di geni a valle.
- Un riboswitch di Listeria monocytogenes regola l'espressione del suo gene a valle. Tuttavia, i trascritti del riboswitch modulano successivamente l'espressione di un gene localizzato altrove nel genoma. Questa regolazione in trans si verifica mediante appaiamento delle basi del gene distante all'mRNA.